# Blind (Ill)
Die Blind ist ein Fluss in Frankreich, der in der Region Grand Est verläuft.

## Geographie

### Verlauf
Die Blind entspringt an der Gemeindegrenze von Horbourg-Wihr und Andolsheim, unterquert in ihrem Oberlauf den Canal de Colmar, fließt generell Richtung Nordost bis Nord und mündet nach rund 22 Kilometern beim Ort Ehnwihr, im Gemeindegebiet von Muttersholtz, als rechter Nebenfluss in die Ill. Auf ihrem Weg durchquert die Blind die Départements Haut-Rhin und Bas-Rhin.

### Zuflüsse
(Von der Quelle zur Mündung)
- Lissgraben (links), 1,3 km
- Rigole la Wiedensohlen (rechts)
- Honnengraben (rechts)
- Scheidgraben (links), 8,9 km
- Neugraben (links), 6,1 km
- Buttenwasser (links), 2,3 km
- Schiedgraben (rechts), 1,4 km
- Renninger Scheidgraben (links)

### Orte am Fluss
(Von der Quelle zur Mündung)
- Département Haut-Rhin
  - Bischwihr
  - Wickerschwihr
  - Riedwihr
  - Grussenheim
- Département Bas-Rhin
  - Muttersholtz